# 渡辺義綱
渡辺 義綱（わたなべ よしつな、生没年不詳）は、戦国時代の武将。通称八右衛門。松平氏家臣 。

## 略歴
天文9年（1540年）6月6日、安城合戦において義綱は味方劣勢の中、矢を放って敵を防ぎ織田軍を撤退させた 。1556年、柴田勝家が酒井忠次らの守備する福谷城を攻撃した。義綱は酒井の元で敵将の早川藤太を弓で討ち取った 。
娘に渡辺守綱の母がいる 。